# Copidosoma sinevi
Copidosoma sinevi är en stekelart som beskrevs av Sharkov 1988. Copidosoma sinevi ingår i släktet Copidosoma och familjen sköldlussteklar. Inga underarter finns listade i Catalogue of Life.